# Ракетний удар по Сумах 13 квітня 2025
Ракетний удар по Сумах 13 квітня 2025 року — воєнний злочин, скоєний російськими військами під час збройної агресії Росії проти України. Історичний центр Сум був атакований двома ракетами з ОТРК «Іскандер-М». Атака забрала життя 35 людей, ще 127 зазнали поранень і стала для Сумщини найбільш масштабною за кількістю жертв та постраждалих за час війни.

## Передумови
Ескалація атак відбулася після того, як Росія нещодавно повернула собі більшу частину території сусідньої Курської області.

## Перебіг подій
Вибухи ракет сталися в неділю вранці 13 квітня 2025 року, у день одного з найбільших християнських свят — Вербну неділю — приблизно об 10:16 та 10:20 (UTC+3). Удари припали у багатолюдний центр міста Суми. Перша ракета влучила в будівлю конгрес-холу Сумського державного університету на вулиці Покровській 9/1. Друга — за 140 метрів від першої — поряд з будинком № 57 на вулиці Петропавлівській, в якому розташований один із корпусів Української академії банківської справи НБУ. Поруч із цим місцем перебував міський автобус маршруту № 62, більшість пасажирів якого загинули. Відповідальність за удар взяла на себе Росія, сказавши що це був удар по «стратегічному об'єкту» та що там була «нарада командного складу ЗСУ».
Початково повідомлялося про 31 загиблого, потім про 34.
ГУР МОУ повідомило, що ударів завдали розрахунки 112-ї ракетної та 448-ї ракетної бригад збройних сил Росії. Вони використали дві балістичні ракети типу «Іскандер-М»/KN-23, які запустили з території населених пунктів Лиски (Воронезька область) та Леженьки (Курська область).
Повітряна тривога на території Сумської області була оголошена з 9:08 до 11:58. Об 10:13 Повітряні сили Збройних сил України повідомили про «загрозу застосування балістичного озброєння з Курська», а об 10:17 уточнили про швидкісну ціль у повітряному просторі Сумської області.
Міський голова Конотопа Артем Семеніхін сказав, що голова Сумської ОВА Володимир Артюх організував нагородження бійців 117 ОБрТрО. Семеніхін стверджував, що військові не постраждали, бо під час ураження перебували в укритті. Сам Володимир Артюх заперечив звинувачення в організації нагородження військових: «Моєї ініціативи там не було. Я був запрошений», проте не відповів хто саме запросив його на захід.

## Жертви та постраждалі

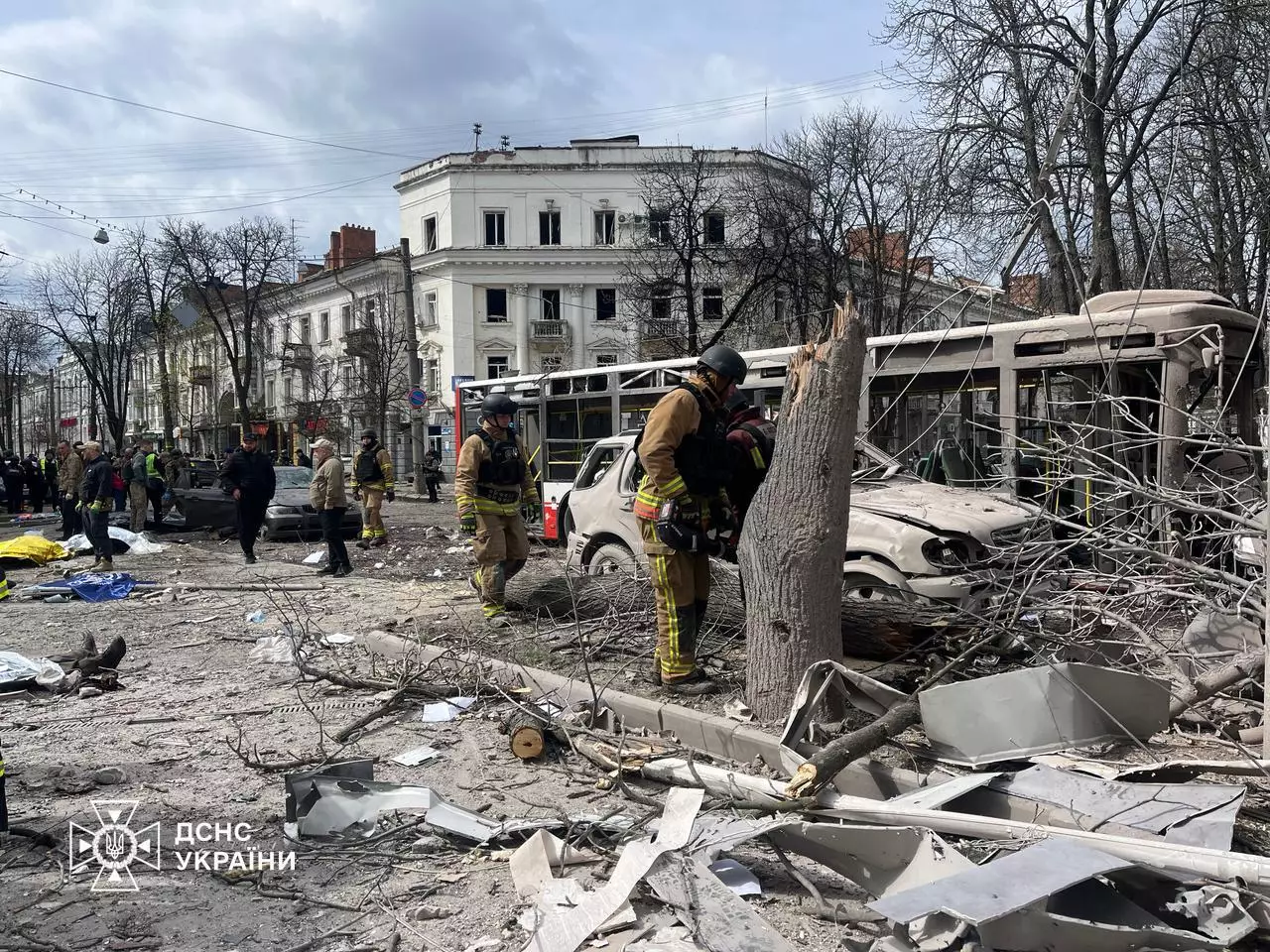
Повністю спалений автобус з залишками місцевих жителів.

Внаслідок російських ударів по Сумах зранку 13 квітня 2025 року загинуло 35 осіб, серед них — 11-річний хлопчик та 17-річний юнак. За медичною допомогою звернулись 127 осіб, включаючи 18 дітей. 45 пацієнтів скеровані на стаціонарне лікування, з них десятеро дітей. Вісім постраждалих у важкому стані, ще двоє — у дуже важкому (дві дитини та восьмеро дорослих). Ще 35 людей — у стані середньої тяжкості, решта мали легкі травми. Одна жінка померла у лікарні.
Серед загиблих двоє військових: командир 27-ї реактивної артилерійської бригади полковник Юрій Юла та Володимир Жеребцов. Тіла чоловіків без ознак життя виявлені в автомобілі.
Список ідентифікованих загиблих:
1. Бойко Віктор[26]
2. Бойко Ольга Олександрівна[26]
3. Бондаренко Олена
4. Бульботко Лаврентій Андрійович, 83 роки[27]
5. Ващенко Людмила Володимирівна[28]
6. Гордієнко Людмила Павлівна
7. Гречаніченко (Лисенко) Аліна, 34 роки
8. Єлшанська Юлія, 31 рік
9. Жеребцов Володимир Анатолійович, 38 років[29]
10. Калюсенко Олег, 17 років[30]
11. Кваша Тетяна Іванівна, 65 років[31]
12. Когут Олена Сергіївна, 46 років[32]
13. Леон Микола[33]
14. Лобода Дарія Олександрівна, 19 років[34]
15. Манойленко Людмила, 77 років
16. Мартиненко Максим Миколайович, 11 років[35][36]
17. Мартиненко Микола Миколайович, 41 рік[35][36]
18. Мартиненко Наталія Володимирівна, 49 років[35][36]
19. Нелін Анатолій Андрійович, 73 роки
20. Обравіт (Шевцова) Олена, 40 років
21. Романенко Микола Іванович, 59 років
22. Садовська Анжеліка
23. Сергієнко Людмила Миколаївна, 64 роки[37]
24. Сибільов Олександр, 41 рік
25. Тарарум Владислав
26. Чудеса Марина Олександрівна, 43 роки[37]
27. Штепа Світлана, 18 років[38]
28. Юла Юрій Андрійович, 42 роки[39]

## Наслідки
Пошкоджено 55 будівель: заклад освіти, нежитлові приміщення, багатоквартирні будинки, приватні будинки, легкові автомобілі. Також є пошкодження у медичному центрі «Мідас».
Один з ударів відбувся біля Конгрес-центру СумДУ де знаходиться регіональне представництво уповноваженого Верховної Ради з прав людини — Центр захисту прав людини.
15 квітня 2025 року Президент України звільнив Володимира Артюха з посади голови Сумської ОВА.

## Кваліфікація
ГУР МОУ назвало удар воєнним злочином.
Сумська обласна прокуратура розпочала досудове розслідування за фактом вчинення воєнного злочину, що спричинив загибель людей (ч. 2 ст. 438 КК України).
Річард Ступарт, викладач і доцент кафедри медіа та комунікацій Ліверпульського університету, назвав удар «чистим воєнним злочином». За його словами, це не можна виправдати, назвавши «помилкою» чи «супутніми збитками», бо йдеться про умисне вбивство цивільних і тих, хто прийшов допомогти пораненим.

## Розслідування
Початково була низка повідомлень, що ракети мали касетне спорядження, про це повідомляли Андрій Єрмак, та посол США в Україні Бріджіт Брінк. ГУР МОУ сказало, що удар був завданий ракетами типу «Іскандер-М»/KN-23. Російське міністерство оборони написало, що удару завдали двома ракетами «Іскандер М». За висновком BBC, це був не удар касетними боєприпасами, оскільки на місці ударів не виявили суббоєприпаси. Натомість, балістичні ракети мали осколково-фугасні бойові частини.

## Реакції
- Президент України Володимир Зеленський відреагував на балістичний удар Росії:[45]

| Жахливий удар російської балістики по Сумах. Ворожі ракети вдарили по звичайній міській вулиці, по звичайному життю: будинки, освітні заклади, машини на вулиці… І це в день, коли люди йдуть до церков: Вербна неділя, свято Входу Господнього в Єрусалим. Тільки сволота так може діяти. Забираючи життя у звичайних людей. Мої співчуття рідним і близьким. Зараз триває рятувальна операція. Всі необхідні служби працюють. |
| — Президент України Володимир Зеленський, 13 квітня 2025. |

- Президент Франції Емманюель Макрон після удару по Сумах написав, що цієї війни хотіла тільки Росія, і сьогодні очевидно, що Росія хоче її продовжувати — не зважаючи на людські життя, міжнародне право та дипломатичні пропозиції президента Трампа.[46]

| Потрібні рішучі заходи стосовно Росії для припинення вогню. Франція разом з партнерами невтомно працює над цим. |
| — Президент Франції Емманюель Макрон, 13 квітня 2025.                                                           |

- Спецпредставник президента США Джозеф Кіт Келлог:[47]

| Сьогоднішня атака російських військ на цивільні цілі в Сумах у Вербну неділю переходить будь-яку межу пристойності. Десятки загиблих і поранених цивільних. Як колишній воєначальник, я розуміюсь на націлюванні, і це неправильно. Ось чому президент Трамп докладає всіх зусиль, щоб покласти край цій війні. |
| — Спецпредставник президента США Джозеф Кіт Келлог, 13 квітня 2025. |

- Президент США Дональд Трамп прокоментував удар:[48][49]

| Це було жахливо. Мені сказали, що вони [росіяни] припустилися помилки. Але я думаю, що це жахливо. Я думаю, що вся ця війна — це жахливо. Я вважаю, що причина початку цієї війни — це зловживання владою. Ця країна ніколи не дозволила б цій війні початись, якби я був президентом. Ця війна це сором. |
| — Президент США Дональд Трамп |

- Президент Фінляндії Александр Стубб закликав змусити Росію серйозно поставитись до переговорів та посилити санкції проти РФ через ракетну атаку:[50]

| Росія продовжує свою варварську загарбницьку війну. Сьогодні знову бійня безневинних мирних жителів Сум. Росія демонструє, що не поважає ні міжнародного права, ні гуманітарного права. Ми повинні закінчити цю війну. Безумовне припинення вогню має розпочатися негайно. Щоб змусити її серйозно взяти на себе зобов’язання вести переговори, санкції проти Росії потрібно ще більше посилити |
| — Президент Фінляндії Александр Стубб |

- Глава дипломатії ЄС Кая Каллас прокоментувала удар у соцмережі Х:[51]

| Серце розривається на шматки через кадри з Сум цього ранку, коли мешканці зібралися на Вербну неділю, а їх зустріли російські ракети |
| — Глава дипломатії ЄС Кая Каллас |

### Висвітлення у ЗМІ
Удар засудили редактори та оглядачі Neatkariga Rita Avize (Латвія), Der Spiegel (Німеччина), The Guardian (Британія).